# Леся Воронина
Ле́ся Воро́нина (справжнє ім'я — Олена Анастасіївна Воронина, нар. 21 березня 1955, Київ) — українська письменниця, перекладачка, журналістка, член Асоціації українських письменників.

## Життєпис
Народилася 21 березня 1955 року в Києві.
Онучка українського письменника Прохора Воронина. 1979 року закінчила філологічний факультет Київського університету (заочний відділ).
За роки навчання встигла попрацювати кур'єром у Спілці письменників України, лаборантом у школі, електромонтером на деревообробному комбінаті, екскурсоводом у Музеї народної архітектури та побуту в Пирогові та на багатьох інших роботах.
Мандрувала Україною автостопом та Польщею на байдарках (це були спливи по Мазурських озерах, польських річках і річечках). Дружина Євгена Гуцала.
З 1987 до 1991 року — редактор відділу літератури та мистецтва журналу «Україна».
З 1991 року працює у дитячому журналі «Соняшник». З 1997 року паралельно з роботою в журналі «Соняшник» працювала коментатором у Національній радіокомпанії України. Автор і ведуча культурологічних програм «Українська культура сьогодні і завжди», «Мандрівець», «Відлуння тисячоліть». Основна тема передач — сучасний стан української мови та культури.
У жовтні 1994 — березні 1995 на запрошення Міністерства освіти провінції Альберта (Канада) та Канадського інституту українських студій поїхала до Едмонтона, де взяла участь в підготовці освітнього проекту «Мова» для двомовних україно-англійських шкіл провінції Альберта.
Нині — ведуча програм на Радіо Культура. На початку 2011 року очолила щойно створене дитяче видавництво «Прудкий равлик».
Член журі літературної премії Національної спілки письменників України в царині літератури для дітей імені Платона Воронька.

## Творчість
Найпопулярніші дитячі твори письменниці — збірка повістей «Суперагент 000.» («У пащі крокодила», «Пастка у підземеллі», «Таємниця підводного міста», «У залізних нетрях», «Таємниця золотого кенгуру»), пригодницькі повісті «Пригоди голубого папуги», «Хлюсь та інші», «Таємниця Чорного озера». Літературні псевдоніми: Гаврило Ґава, Ніна Ворон, Олена Вербна. Під псевдонімом Гаврило Ґава написала понад сто сюжетів коміксів, що впродовж 13 років з'являлися на сторінках журналу «Соняшник».
Перекладає з польської мови (твори Станіслава Лема, Славомира Мрожека, Анни Ковальської, Анни Карвінської, Гелени Бехлерової та інші).
У 2014 році упорядкувала вірші чоловіка Євгена Гуцала в книжці «Зайці в полі варять борщ», що вийшла у Видавництві Старого Лева.

## Скандали
- У квітні 2025 року під час призентації книги письменниця допустила некоректне висловлювання про дитину з аутизмом, за що згодом перепросила[2][3][4].

## Відзнаки
- 2004 — лауреат Всеукраїнської акції «Книжка року» за книжку «Суперагент 000. Таємниця золотого кенгуру»;
- 2005 — лауреат Всеукраїнського конкурсу романів, кіносценаріїв і п'єс «Коронація слова» за книжку «Таємниця Пурпурової планети»;
- 2006 — лауреат Міжнародного літературного конкурсу «Дитячий Портал» за книжку «Таємне товариство боягузів або засіб від переляку № 9»);
- 2008 — лауреат конкурсу «Книжка року BBC» за книжку «Нямлик і балакуча квіточка»;
- 2009 —перша премія VI Московського міжнародного конкурсу «Мистецтво книги» у номінації «Книга для дітей та юнацтва» за книжку «Сни Ганса Християна»;
- 2009 — Перша премія Національного конкурсу «Найкраща книга України 2009» за книжку «Сни Ганса Християна»;
- 2009 — II місце на конкурсі «Книжковий дивосвіт України» за книжку «Сни Ганса Християна»;
- 2010 — дипломант Міжнародного літературного конкурсу романів, кіносценаріїв і п'єс «Коронація слова — 2010» за роман «У пошуках Оґопоґо».
- 2012 — переможець конкурсу «Дитяча книга року ВВС» (2012)[14].